# Gaozhai (köpinghuvudort i Kina, Qinghai Sheng, lat 36,54, long 101,99)
Gaozhai (kinesiska: 高寨, 高寨镇) är en köpinghuvudort i Kina. Den ligger i provinsen Qinghai, i den nordvästra delen av landet, omkring 22 kilometer sydost om provinshuvudstaden Xining. Antalet invånare är 12 903. Befolkningen består av 6 321 kvinnor och 6 582 män. Barn under 15 år utgör 20,0 %, vuxna 15-64 år 72 %, och äldre över 65 år 6,0 %.
Runt Gaozhai är det ganska tätbefolkat, med 166 invånare per kvadratkilometer. Närmaste större samhälle är Tianjiazhai, 19,9 km sydväst om Gaozhai. Trakten runt Gaozhai består i huvudsak av gräsmarker.
Genomsnittlig årsnederbörd är 664 millimeter. Den regnigaste månaden är juli, med i genomsnitt 164 mm nederbörd, och den torraste är januari, med 4 mm nederbörd.